# Бебко, Раиса Павловна
Раиса Павловна Бебко (род. 1953) — передовик производства. Окончила Павлодарское ПТУ № 86 (1971). Трудовую деятельность начала на алюминиевом заводе транспортерщицей цеха спекания. Депутат Совета Союза Верховного Совета СССР 11 созыва (1984—1989) от Павлодарской области.

## Награды
- Орден Трудовой Славы III степени
- Медали